# I-54 (tàu ngầm Nhật) (1943)
I-54 là một tàu ngầm tuần dương lớp Type-B (巡潜乙型潜水艦 Junsen Otsu-gata sensuikan) được Hải quân Đế quốc Nhật Bản chế tạo trong giai đoạn cuối Chiến tranh Thế giới thứ hai. Nhập biên chế năm 1944, nó hoạt động tuần tra và tham gia các Chiến dịch quần đảo Mariana và Philippines trước khi bị các tàu khu trục Hoa Kỳ USS Gridley và USS Helm đánh chìm gần đảo Leyte, Philippines vào ngày 28 tháng 10, 1944.

## Thiết kế và chế tạo

### Thiết kế
Tàu ngầm Type B Cải tiến 2 (lớp I-54) (còn gọi là Type B3) được cải tiến từ Type B2 dẫn trước, có công suất động cơ diesel giảm đáng kể để nâng cao tầm xa hoạt động. Chúng có trọng lượng choán nước 2.649 tấn (2.607 tấn Anh) khi nổi và 3.747 tấn (3.688 tấn Anh) khi lặn, lườn tàu có chiều dài 108,7 m (356 ft 8 in), mạn tàu rộng 9,3 m (30 ft 6 in) và mớn nước sâu 5,19 m (17 ft 0 in). Con tàu có thể lặn sâu đến 100 m (328 ft), và có một thủy thủ đoàn đầy đủ bao gồm 94 sĩ quan và thủy thủ.
Type B3 trang bị hai động cơ diesel Kampon Mk.22 Model 10 công suất 4.700 mã lực phanh (3.505 kW), mỗi chiếc vận hành một trục chân vịt. Khi lặn, mỗi trục được vận hành bởi một động cơ điện công suất 1.000 mã lực (746 kW). Khi di chuyển trên mặt nước nó đạt tốc độ tối đa 17,7 hải lý trên giờ (32,8 km/h; 20,4 mph) và 6,5 hải lý trên giờ (12,0 km/h; 7,5 mph) khi lặn dưới nước, tầm xa hoạt động của Type B3 là 21.000 hải lý (39.000 km; 24.000 mi) ở tốc độ 16 hải lý trên giờ (30 km/h; 18 mph), và có thể lặn xa 105 nmi (194 km; 121 mi) ở tốc độ 3 hải lý trên giờ (5,6 km/h; 3,5 mph).
Những chiếc Type B3 có sáu ống phóng ngư lôi 53,3 cm (21,0 in), tất cả được bố trí trước mũi, và mang theo tổng cộng 17 quả ngư lôi Kiểu 95. Vũ khí trên boong tàu bao gồm khẩu hải pháo 14 cm (5,5 in), và hai pháo phòng không 25 mm Type 96. Hầm chứa máy bay được tích hợp vào tháp chỉ huy và hướng ra phía trước. Máy phóng máy bay được bố trí hướng ra phía trước, trong khi khẩu hải pháo trên boong đặt phía sau. Cách sắp xếp này giúp chiếc thủy phi cơ Yokosuka E14Y tận dụng tốc độ hướng ra trước của con tàu khi được phóng lên.

### Chế tạo
I-54 được đặt lườn như là chiếc Tàu ngầm số 627 tại Xưởng vũ khí Hải quân Yokosuka ở Yokosuka vào ngày 1 tháng 7, 1942. Nó được đổi tên thành I-54, đồng thời được hạ thủy cùng vào ngày 4 tháng 5, 1943. Con tàu hoàn tất và nhập biên chế vào ngày 31 tháng 3, 1944, dưới quyền chỉ huy của Trung tá Hải quân Ohashi Katsuo.

## Lịch sử hoạt động
Sau khi nhập biên chế, I-54 được phối thuộc cùng Quân khu Hải quân Kure và được điều về Hải đội Tàu ngầm 11 trực thuộc Đệ Lục hạm đội để chạy thử máy và huấn luyện.

### Chiến dịch Mariana
Đô đốc Soemu Toyoda, Tổng tư lệnh Hạm đội Liên hợp, ra lệnh thực hiện Kế hoạch A-Go nhằm phòng thủ quần đảo Mariana từ ngày 13 tháng 6, 1944. Chiến dịch quần đảo Mariana bắt đầu khi lực lượng Hoa Kỳ tiến hành đổ bộ lên Saipan vào ngày 15 tháng 6. I-54 rời Yokosuka vào ngày 7 tháng 7 để hướng sang Saipan, kéo theo một sà lan Unpoto, một kiểu bè trượt dài 70 ft (21 m) có khả năng chở 15 tấn hàng hóa, thường được bố trí ba khẩu lựu pháo Type 96 15 cm cùng đạn dược kèm theo.
Đơn vị Vô tuyến Hạm đội, Melbourne (FRUMEL: Fleet Radio Unit, Melbourne), một đơn vị tình báo tín hiệu đặt căn cứ tại Melbourne, Australia, đã chặn và giải mã được bức điện thông báo I-54 sẽ đi đến Tinian vào ngày 14 tháng 7 để di tản nhân sự Không lực Hải quân Đế quốc Nhật Bản. Saipan thất thủ vào tay lực lượng Hoa Kỳ vào ngày 9 tháng 7, và I-54 được lệnh túc trực ngoài khơi Tinian vào ngày hôm đó; nó bị mất sà lan Unpoto do bị sóng lớn cuốn trôi lúc biển động mạnh. Đến ngày 10 tháng 7, nó được điều về Đội tàu ngầm 15 trực thuộc Đệ Lục hạm đội. FRUMEL lại chặn và giải mã được một bức điện vào ngày 15 tháng 7, thông báo I-54 sẽ đi đến Tinian vào ngày 18 tháng 7, nhưng cuối cùng nó quay trở về Yokosuka vào ngày 24 tháng 7.

### Chiến dịch Philippines
Đô đốc Toyoda lại ra lệnh thực hiện Kế hoạch Shō-Gō 1 nhằm phòng thủ quần đảo Philippine từ ngày 13 tháng 10. Vào ngày đó I-54 cùng với các tàu ngầm I-26, I-45, I-53 và I-56 hình thành nên Đội tàu ngầm A trực thuộc Đệ Lục hạm đội. Nó khởi hành từ Kure vào ngày 15 tháng 10 với mệnh lệnh tấn công các tàu sân bay thuộc Lực lượng Đặc nhiệm 38, và tàu tuần dương hạng nhẹ đã bị hư hại trước đó.
Vào ngày 18 tháng 10, Bộ tư lệnh Đệ Lục hạm đội ra lệnh cho I-54 tham gia cùng 12 tàu ngầm khác để tuần tra về phía Đông đảo Leyte, Philippines. Nó được phân công khu vực tuần tra cách 120 nmi (220 km) về phía Đông Philippines, giữa khu vực của I-38 và I-46, và nó được lệnh đi đến khu vực tuần tra vào ngày 25 tháng 10. Trận Leyte bắt đầu khi lực lượng Hoa Kỳ đổ bộ lên Leyte vào ngày 20 tháng 10; cùng trong ngày này I-54 xác nhận mệnh lệnh thay đổi khu vực tuần tra. Nó gửi một bức điện khác vào ngày 23 tháng 10, ngày mở màn của trận Hải chiến vịnh Leyte kéo dài cho đến ngày 26 tháng 10. Sau đó chiếc tàu ngầm hoàn toàn mất liên lạc.

### Bị mất
Hoàn cảnh cụ thể khiến I-54 bị mất vẫn còn là một bí ẩn. Lúc 12 giờ 18 ngày 28 tháng 10, ở vị trí phía Đông Leyte, các tàu khu trục tàu khu trục Hoa Kỳ USS Gridley và USS Helm phát hiện một tàu ngầm đối phương đang tìm cách xâm nhập hàng rào khu trục bảo vệ cho Đội đặc nhiệm 38.4, vốn bao gồm các tàu sân bay USS Enterprise, USS Franklin, USS Belleau Wood và USS San Jacinto. Trong khi các tàu sân bay di chuyển nhanh để tránh xa tàu ngầm đối phương, Gridley tung ra ba lượt tấn công bằng mìn sâu, và Helm bốn lượt. Sau lượt thứ tư của Helm lúc 14 giờ 11 phút, một vụ nổ lớn dưới nước diễn ra, tiếp nối với hai tiếng nổ nhỏ, sau đó dầu và bọt khí bắt đầu trồi lên mặt biển cùng với nhiều mảnh gỗ lát sàn tàu và xác người. Tàu ngầm đối phương bị đánh chìm tại tọa độ 10°58′B 127°13′Đ / 10,967°B 127,217°Đ.
Tung tích chiếc tàu ngầm bị Gridley và Helm đánh chìm vẫn còn là một bí ẩn, có thể là chiếc I-46 hoặc chiếc I-54. Một số nguồn ghi công cho tàu hộ tống khu trục USS Richard M. Rowell trong khi hộ tống cho Đội đặc nhiệm 77.4 đã đánh chìm I-54 trong biển Philippine vào ngày 26 tháng 10, cho dù mục tiêu bị Richard M. Rowell tấn công lại có thể chỉ là chiếc I-56, vốn sống sót qua đợt tấn công này.
Trong cả hai ngày 30 tháng 10 và 1 tháng 11, các tàu ngầm I-26, I-46 và I-54 đều đã không gửi báo cáo về căn cứ lúc 19 giờ 00 theo quy định. Đến ngày 20 tháng 11, Hải quân Đế quốc Nhật Bản công bố I-54 có thể đã bị mất về phía Đông Philippines với tổn thất toàn bộ 107 thành viên thủy thủ đoàn. Tên nó được cho rút khỏi đăng bạ hải quân vào ngày 10 tháng 3, 1945.